# Lundar Beach Provincial Park
Lundar Beach Provincial Park är en park i Kanada.   Den ligger i provinsen Manitoba, i den sydöstra delen av landet, 1 800 km väster om huvudstaden Ottawa. Lundar Beach Provincial Park ligger 249 meter över havet.
Terrängen runt Lundar Beach Provincial Park är mycket platt. Trakten runt Lundar Beach Provincial Park är nära nog obefolkad, med mindre än två invånare per kvadratkilometer.. Närmaste större samhälle är Eriksdale, 19,6 km nordost om Lundar Beach Provincial Park. 